# Підсоборівка
Підсоборівка (рос. Подсоборовка) — присілок в Понировському районі Курської області Російської Федерації.
Населення становить 4 особи. Входить до складу муніципального утворення Вільховатська сільрада.

## Історія
Населений пункт розташований на території українського етнічного та культурного краю Східна Слобожанщина.
Від 2004 року входить до складу муніципального утворення Вільховатська сільрада.

## Населення
| 2010 |
| ---- |
| 4    |